# Llevador de comptes
Un llevador de comptes era un document fet per un senyor, que incloïa una llista de les rendes que havia de cobrar. Era relacionat amb un lloc o amb diversos de la senyoria. S'hi esmentava el nom de la persona o del mas que havia de pagar el cens o bé la possessió per la qual el pagès havia de pagar.
Encara que de vegades rebi el nom de caput breuis, convé de diferenciar-lo del capbreu, fet als darrers segles medievals, davant d'un notari.